# District de Sonbhadra
Le district de Sonbhadra  (en hindi : सोनभद्र ज़िला, en ourdou : سون بھدر ضلع) est l'un des districts de la division de Mirzapur dans l'État de l'Uttar Pradesh en Inde.

## Description
La capitale du district est la ville de Robertsganj. 
La superficie du district est de 6 905 km2 et la population était en 2011 de 1 862 559 habitants.
Le taux d'alphabétisation s'élève à 66.18 %.